# ぽんちゃん
ぽんちゃんとは、映画「こうたろう イン スペースワンダーランド」に登場するキャラクター。キッズステーション法人DVDの公認キャラクターでもある。

## 概要
2006年、artegg-yumiが作成した絵本に登場したキャラクター。映画「こうたろう イン スペースワンダーランド」にも、絵本と同様に子守りロボットとして登場。

モチーフとなった動物は狸。たくさんの愛情がつまっていることをふくよかな体つきで表現している。
アトリエG-1代表の奥田茂喜が原型を製作したソフビ人形が製作された。

## 主な展示
- 愛知県「シアターカフェ」 - 2016年10月 ぽんちゃん展 開催（あいちトリエンナーレ2016パートナーシップ事業）[5]
- アメリカ ニューヨーク州　Alex Adam Gallery - 2017年9月 ぽんちゃん展 開催